# Enzio da Sardenha
Hêncio, Henço ou Henzo (em alemão: Heinz; em italiano: Enzo; em latim: Hentius), comumente referido como Enzo ou Enzio, foi um filho ilegítimo do imperador Frederico II do Sacro Império Romano-Germânico e de Adelaide, Enzo teve os títulos de Rei da Sardenha e de Vigário Imperial para o norte da Itália.
Enzio apoiou o seu pai contra o papa e as comunas do norte de Itália, onde o seu primeiro sucesso foi a reconquista de Jesi, em Marche, que era a cidade-natal de Frederico. Durante uma campanha para defender as cidades italianas gibelinas de Modena e Cremona contra Bolonha, que alinhava com os guelfos, Enzo foi derrotado e capturado a 26 de Maio de 1249 durante a Batalha de Fossalta, em Maio do mesmo ano. Com apenas 23 anos, Enzio é colocado numa prisão em Bolonha em 1249 para o resto da vida, morrendo 24 anos depois, e o título de Rei da Sardenha é-lhe usurpado pelo marquês Palavicino. Depois da morte de Conradino, em 1268, ele foi o último representante dos Hohenstaufen.